# کارینا کاپور خان
کارینا کاپور خان (پیش از ازدواج: کپور؛ زادهٔ ۲۱ سپتامبر ۱۹۸۰) بازیگر هندی است که در فیلم‌های هندی حضور پیدا می‌کند. او دختر بازیگران راندهیر کپور و بابیتا و نیز خواهر کوچک‌تر بازیگر کاریشما کپور است. او برای ایفای انواع گوناگونی از شخصیت‌ها در طیفی از ژانرهای سینمایی — از کمدی‌های عاشقانه گرفته تا درام‌های جنایی — مورد توجه است. کپور دریافت‌کننده چند جایزه از جمله شش جایزهٔ فیلم‌فیر است و یکی از بازیگران زن بالیوود با بیشترین دستمزد به‌شمار می‌رود.

## زندگی‌نامه
پدربزرگ او ستاره بزرگ سینمای هند راج کپور و پدرش راندهیر کپور و مادرش بوبیتا کپور و خواهرش کاریشما کپور می‌باشد. رانبیر کپور ستاره جوان سینمای هند نیز پسرعموی او می‌باشد. کرینا کپور در سال ۲۰۱۲ با سیف علی خان ازدواج کرد و از آن پس از وی با نام کرینا کپور خان نام برده می‌شود.
او در یک خانواده کاملاً سینمایی متولد شد و در واقع بازیگری در خون او بوده‌است و او خواسته یا ناخواسته وارد عرصه سینما شد. پناهنده اولین فیلم اوست که در آن در کنار آبیشک باچان که او نیز اولین تجربه خود را کسب می‌کرد بازی کرده‌است. اگر چه قرار بود فیلم بگو… عاشقم هستی به کارگردانی راکیش روشن اولین تجربهٔ او در سینما به همراه اولین حضور جدی ریتیک روشن باشد اما بعد از اولین جلسهٔ فیلمبرداری مادر و خواهرش قرارداد را به هم زدند چرا که اولین صحنهٔ فیلمبرداری، دارای رقص بود و کرینا می‌خواست ابتدا بازی کند و بعد قسمت‌های رقص را انجام دهد اما راکیش روشن مخالف بود. به اعتقاد خیلی‌ها زوج کپورباچان می‌توانست بسیار موفق باشد ولی این‌گونه نشد (این فیلم سال ۲۰۰۰ پنجمین فیلم پرفروش سال شد). کرینا هرگز مأیوس نشد و با پشتکار و استعداد ذاتی فراوان و با ارائه بازی‌های قابل تحسین توانست خود را به خوبی در عرصه سینمای هند مطرح کند به طوری که او در حال حاضر یکی از بهترین و پرطرفدارترین بازیگران بالیوود است و در مورد او همین بس که بعد از رانی موکرجی بیشترین دستمزد را در بین بازیگران زن دریافت می‌کند و حضور او در هر فیلمی می‌تواند ضامن موفقیت فیلم، حداقل در گیشه باشد.
او در کنار ستاره جوان بالیوود ریتیک روشن زوج هنری بسیار موفقی را تشکیل داده‌است اولین فیلم آن‌ها خاطرات نام دارد که در واقع زمینه‌ای برای کارهای بعدی آنها شد. آنها در سه فیلم دیگر با نام‌های گاهی خوشی گاهی غم، من دیوانه عشق هستم و با من دوست میشی؟ در کنار هم قرار گرفته‌اند.
از دیگر فیلم‌های او می‌توان به اجنبی در کنار بابی دئول و آکشی کومار، زندگی فقط برای من است در کنار توشار کپور، آشوکا در کنار شاهرخ خان، تلاش در کنار عامر خان، یه چیزی می‌خواهم بگویم در کنار توشار کپور و خوشی در کنار فردین خان اشاره کرد.
از پرفروش‌ترین فیلم‌های که در آن حضور داشته می‌توان به وقتی همدیگر را دیدیم محصول سال ۲۰۰۷ در کنار شاهد کپور، فیلم کمدی سه احمق در کنار عامر خان، را. یک همراه شاهرخ خان و بادیگارد همراه سلمان خان و گاهی شادی گاهی غم در کنار ریتیک روشن یاد کرد وی همچنین در فیلم برادر باجرانگی که فروش عالی داشت و بسیار موفق عمل کرد به همراه سلمان خان حضور پیدا کرد
او همچنین در فیلم تلاش بازی کرده‌است.
کرینا به تازگی صاحب فرزندی به نام تیمور علی خان شده‌است
در حال حاضر نیز منتظر به دنیا آمدن فرزند دومش هست.

## شایعات
گفته شده که ریتیک روشن و کرینا کپور پس از حضور در سه فیلم در کنار یکدیگر، در زمان بازی در فیلم من دیوانه عشق هستم علی‌رغم متأهل بودن ریتیک در آن زمان، به یکدیگر علاقمند شدند. به‌طوری که خانواده ریتیک از کرینا خواستند تا از او دور شود. بعد از ۱۲ سال که در هیچ فیلمی در کنار یکدیگر دیده نشدند، کرینا که برای بازی در فیلم Shuddhi کاران جوهر آماده می‌شد، عنوان کرد که بدون ریتیک در این فیلم بازی نخواهد کرد.

## فیلم‌شناسی
فهرست برخی از فیلم‌هایی که کرینا کپور در آن‌ها به ایفای نقش پرداخته‌است:
- پناهنده(۲۰۰۰)
- یه چیزی می‌خواهم بگویم(۲۰۰۱)
- خاطرات(۲۰۰۱)
- اجنبی(۲۰۰۱)
- گاهی خوشی گاهی غم(۲۰۰۱)
- آشوکا(۲۰۰۱)
- با من دوست میشی؟(۲۰۰۲)
- زندگی فقط برای من است(۲۰۰۲)
- من دیوانه عشق هستم(۲۰۰۳)
- خوشی(۲۰۰۳)
- تلاش: جستجو آغاز می‌شود(۲۰۰۳)
- لوک کارگیل(۲۰۰۳)
- چاملی(۲۰۰۴)
- دو(۲۰۰۴)
- فدا(۲۰۰۴)
- اعتراض(۲۰۰۴)
- جوانی(۲۰۰۴)
- جنجال(۲۰۰۴)
- بی‌وفا(۲۰۰۵)
- برای اینکه(۲۰۰۵)
- دوستی(۲۰۰۵)
- ۳۶ محله چینی‌ها(۲۰۰۶)
- اومکارا(۲۰۰۶)
- یواش یواش بگو(۲۰۰۶)
- دان: تعقیب دوباره آغاز می‌شود(۲۰۰۶)
- وقتی همدیگر را دیدیم(۲۰۰۷)
- سبک(۲۰۰۸)
- هرج و مرج برمی‌گردد(۲۰۰۸)
- قربانی(۲۰۰۹)
- سه احمق (۲۰۰۹)
- من و خانم خانا(۲۰۰۹)
- عشق لعنتی(۲۰۰۹)
- بیلوی آرایشگر-حضور کوتاه(۲۰۰۹)
- ما همدیگر را خواهیم دید(۲۰۱۰)
- ما خانواده هستیم(۲۰۱۰)
- راوان(۲۰۱۱)
- بادیگارد(۲۰۱۱)
- هرج و مرج ۳(۲۰۱۰)
- یکی من و یکی تو(۲۰۱۲)
- نترس ۲-حضور کوتاه(۲۰۱۲)
- مامور وینود(۲۰۱۲)
- هروئین(۲۰۱۲)
- تلاش: پاسخ دروغ پنهان(۲۰۱۲)
- منو عصبانی نکن-حضور کوتاه(۲۰۱۲)
- ساتیاگراها (۲۰۱۳)
- دختری در عشق تو(۲۰۱۳)
- سینگهام ۲(۲۰۱۴)
- پایان خوش-حضور کوتاه(۲۰۱۴)
- برادران-حضور کوتاه(۲۰۱۵)
- جبار برگشته-حضور کوتاه(۲۰۱۵)
- برادر باجرانگی(۲۰۱۵)
- آن دختر و آن پسر (۲۰۱۶)
- اودتا پنجاب(۲۰۱۶) - نامزد جایزه بهترین بازیگر نقش مکمل زن در فیلم فیر ۲۰۱۷
- عروسی شیردل‌ها (۲۰۱۸)
- تخت (۲۰۱۹) -
- خبر خوب-۲۰۱۹
- مدرسه انگلیسی-۲۰۲۰
- لال سینگ چادا-۲۰۲۲
- جان جان-۲۰۲۳
- قتل‌های باکینگهام-۲۰۲۳
- خدمه (۲۰۲۴)